# Codonoboea flava
Codonoboea flava là một loài thực vật có hoa trong họ Tai voi. Loài này được Henry Nicholas Ridley mô tả khoa học đầu tiên năm 1896 dưới danh pháp Didymocarpus flavus.